# Olle Sturén
Carl Olof (Olle) Sturén, född 20 februari 1919 i Stockholm, död 16 maj 2003 i Marbella, Spanien, var en svensk byggnadstekniker och direktör i SIS.

## Biografi
Sturén tog studentexamen vid Högre allmänna läroverket å Kungsholmen  Stockholm 1937 och studerande senare vid KTH på fackavdelningen för väg- och vattenbyggnad där han utexaminerades 1946. Sin yrkeskarriär började han som byggnadsinspektör vid Stockholms stads byggnadsnämnd 1945–47. Han var därefter utredningsman vid Byggstandardiseringen 1947–49 och blev vice verkställande ledamot vid Sveriges standardiseringskommission (SIS) 1949, för att sedan avancera till vice VD 1951–56 och VD där 1957–68.
Den optimism som kännetecknade det svenska näringslivet och samhället efter andra världskrigets slut påverkade i hög grad standardiseringsarbetet. Detta aktiverades och utvidgades till allt flera teknikområden. I SIS:s uppgift ingick att vara sammanhållande för ett antal självständiga, till SIS anslutna, specialiserade standardiseringsorgan. Sturén fick en central roll i aktiviteterna på SIS. Han skötte i stor utsträckning löpande kontakter med kommissionens medlemsorganisationer och de till SIS anslutna standardiseringsorganen. Internt tog han över ansvaret för standardpublikationernas försäljning och för informationen om standardiseringsverksamheten, samt för anpassning och upprustning av berörda funktioner inom SIS:s kansli.
Inför Europas återuppbyggnad efter andra världskriget inbjöds även Sverige att sända delegationer för studier i USA. Sturén ledde en delegation från SIS, bestående av honom och cheferna för den byggnadstekniska och elektrotekniska standardiseringen, som 1950 besökte USA med uppdrag att studera amerikansk standardisering. Resan gav värdefulla impulser och kontakter för svensk standardisering.
När Sturén 1957 utsågs till VD i SIS tog han initiativ till en långtgående omorganisation i syfte att effektivisera standardiseringsarbetet. De till SIS anslutna organen som bedrev det tekniska standardiseringsarbetet indelades i två grupper, fackorgan för större, väl etablerade områden och standardkommittéer för mindre. De hade medbestämmanderätt i tekniska nämnden. Standardkommittéerna, vanligtvis med mer begränsade arbetsuppgifter inom sina teknikområden, hade möjlighet att för sitt sekretariatarbete utnyttja en vid SIS:s kansli nyinrättad teknisk avdelning.

## Internationellt arbete
De nya gemensamma västeuropeiska standardiseringsorganen, efter tillkomsten av EFTA, 1960, fick namnen Comité européen de normalisation electrotechnique (CENEL, sedermera CENELEC) för elområdet och Comité européen de normalisation (CEN) för övriga standardiseringsområden. Den europeiska gemenskapens medlemsländer hade en med EFTA-länderna likaberättigad ställning med samma rättigheter och skyldigheter i bägge organen. Syftet var att genom standardisering undanröja tekniska handelshinder i Västeuropa. Sturén hade stor del i förtjänsten av att CENELEC och CEN kom till och han var 1967–68 president i CEN.
När Sturén 1968 tillträtt som ISO:s nye generalsekreterare kom hans organisatoriska talang och administrativa erfarenhet väl till pass. Han förenklade och moderniserade arbetsrutinerna, sanerade finanserna och fick snart till stånd ett väl fungerande centralsekretariat som motsvarade de tekniska kommittéernas behov.
I takt med den industriella tillväxten i världen ökade också omfattningen av ISO:s arbete. År 1986 hade antalet medlemsländer i ISO stigit till närmare ett hundratal. Antalet medverkande experter, antingen direkt i ISO:s tekniska kommittéer eller indirekt genom förarbeten i medlemsländernas nationella kommittéer, beräknades uppgå till cirka 100 000 personer.

## Engagemang inom tennis
Såväl under studietiden på KTH som senare vid sidan av sitt yrkesarbete hade Sturén många intressen, bl. a. idrott och politik. I yngre dagar spelade han tennis och fick tidigt administrativa uppgifter inom Svenska tennisförbundet. Genom förhandlingar medverkade han till att tennisförbundet från 1948 övertog ansvaret för den tidigare av privata intressen arrangerade, årliga tennisturneringen i Båstad. Turneringen fick sedan status som Svenska tennisförbundets internationella mästerskap och blev en framgång för svensk tennis också med utländskt deltagande. Som medlem i Folkpartiet (numera Liberalerna) var Sturén även politiskt verksam med kommunala uppdrag i Danderyds kommun.